# Hestinalis ribustus
Hestinalis ribustus är en fjärilsart som beskrevs av Otto Staudinger 1886. Hestinalis ribustus ingår i släktet Hestinalis och familjen praktfjärilar. Inga underarter finns listade i Catalogue of Life.